# باقر بی‌لی
باقر بی‌لی (به لاتین: Bağırbəyli) یک منطقه مسکونی در جمهوری آذربایجان است که در شهرستان اوجار واقع شده هست. باقر بی‌لی ۲۱۴ نفر جمعیت دارد.